# Niphargus
Niphargus é um género de crustáceo da família Niphargidae.
Este género contém as seguintes espécies:
- Niphargus aberrans
- Niphargus hadzii
- Niphargus hrabei
- Niphargus sphagnicolus
- Niphargus spoeckeri
- Niphargus stenopus
- Niphargus timavi
- Niphargus valachicus